# Juravske, Milove
Juravske (în ucraineană Журавське) este un sat în comuna Velîkoțk din raionul Milove, regiunea Luhansk, Ucraina.

## Demografie
Componența lingvistică a localității Juravske
     Ucraineană (75,68%)
     Rusă (21,96%)
Conform recensământului din 2001, majoritatea populației localității Juravske era vorbitoare de ucraineană (75,68%), existând în minoritate și vorbitori de rusă (21,96%).